# Erik Rydberg
Erik Wilhelm Rydberg, född 22 november 1891 i Stockholm, död 25 november 1978, var en svensk-dansk läkare.
Rydberg, som var son till köpman Knut Rydberg och Eva Hofberg, blev efter studentexamen i Stockholm 1910 medicine kandidat vid Karolinska institutet 1918, medicine licentiat där 1922, medicine doktor vid Lunds universitet 1932 på avhandlingen Cerebral injury in new-born children consequent on birth trauma; with an inquiry into the normal and pathological anatomy of the neuroglia och docent i obstetrik och gynekologi vid Karolinska institutet 1933. 
Rydberg var amanuens vid Karolinska institutets kemiska institution 1916–1917 och 1920–1921, assistentläkare på Sabbatsbergs sjukhus kirurgiska avdelning 1922–1923, tillförordnad underläkare på Sala lasarett 1923, underläkare där 1923–1924, extra underläkare på Serafimerlasarettets kirurgiska klinik 1925, andre amanuens där 1925–1926, underläkare på Södra barnbördshuset 1926–1929, amanuens på Sabbatsbergs sjukhus gynekologiska avdelning 1929, underläkare där 1929–1932, tillförordnad läkare vid obstetriska avdelningen 1932, läkare 1932–1935 samt professor i obstetrik och gynekologi vid Köpenhamns universitet från 1935 och överläkare vid Rigshospitalets fødeafdeling A och gynækologisk afdeling I från samma år.
Rydberg var medredaktör för Acta obstetricia et gynecologica Scandinavica. Han var korresponderande ledamot av The American Society for the Study of Sterility, Deutsche Gesellschaft für Gynæcologie och Societé Française de Gynécologie. Han var hedersledamot av det argentinska sällskapet för obstetrik och gynekologi samt The Egyptian Endocrinological Society. Han var ledamot av Svangerskabskommissionen af 1950. Han författade skrifter inom obstetrik, gynekologi och endokrinologi.
Rydberg ingick 1923 äktenskap med Bodil Westergaard, dotter till Harald Westergaard och Bolette Blædel.